# Хотинське повстання (1919)
Хотинське повстання — організований виступ населення Хотинського, Бєльцького та Сороцького повітів проти румунської окупації. Хотинським названо тому, що центральні події відбувалися саме в Хотинському повіті.

## Перебіг повстання і його керівництво
Формально Хотинським повстанням керувала Хотинська директорія, сформована з 5 осіб (голова М. Лискун, секретар Л. Токан). Вона намагалася співпрацювати з Директорією УНР, чий представник — отаман військ могилівського району І. Маєвський — дещо допомагав повстанцям зброєю.

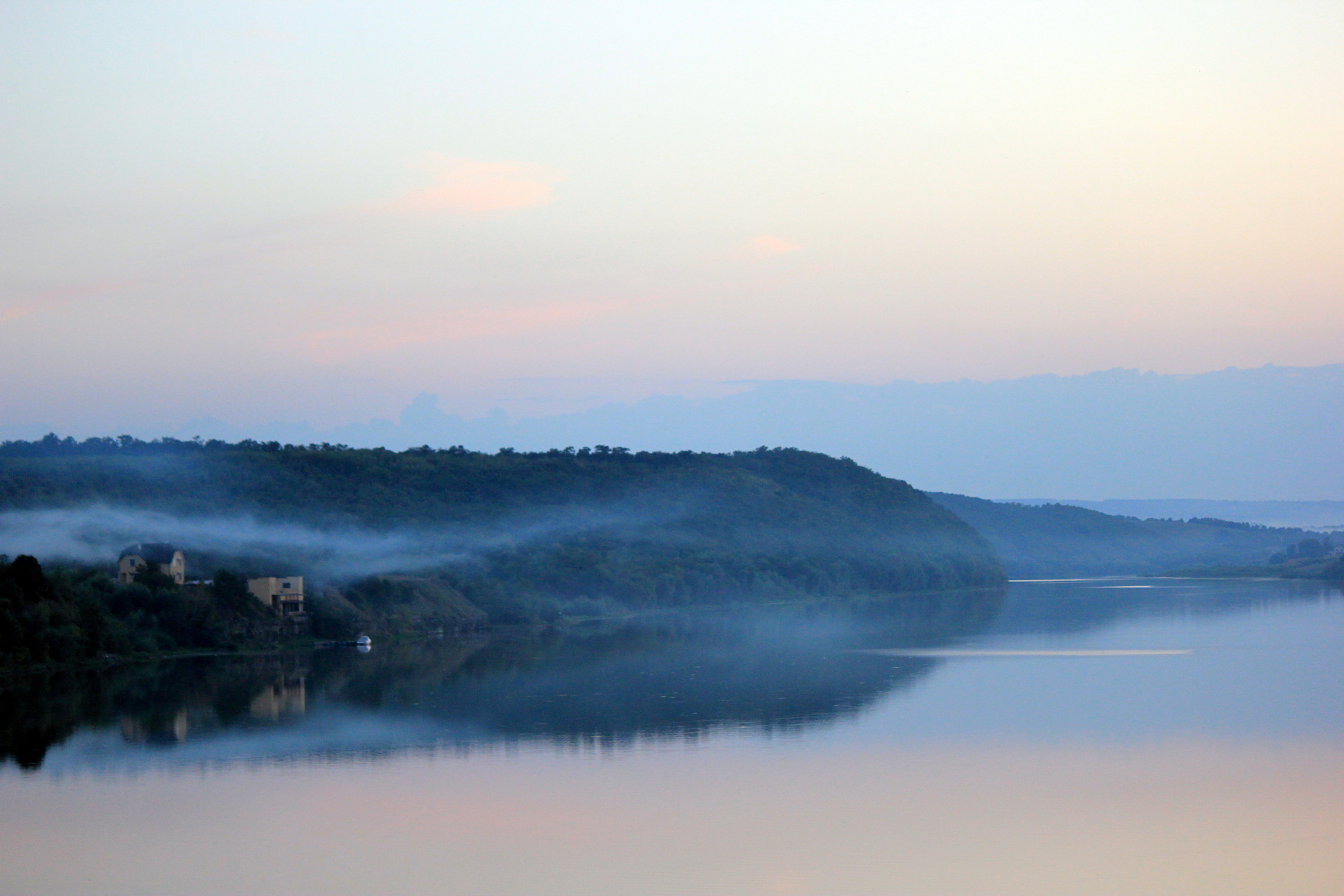
Хотинський Дністер

Розпочалося повстання у ніч з 5 на 6 січня (за старим стилем; з 18 на 19 січня — за новим стилем), із самостійного виступу загонів Георгія Барбуци і А. Старова, яких, усупереч планам штабу підготовки повстання, підбив на виступ Маєвський. Загін у числі від 400 до 600 бійців, які здебільшого були колишніми солдатами царської армії — вихідцями з Хотинського та Сороцького повітів, переправився через Дністер у районі села Атакі Сороцького повіту (нині селище Отач Окницького району Молдови) і за активної підтримки місцевого молдавського населення захопив значну частину Сороцького повіту. Дії загону Барбуци були також підтримані вже зазначеним бронепотягом під керівництвом матроса Мулера і сокирянця Миколи Скутельника. При цьому, прямо на мості повстанці повісили командира румунської дивізії — генерала Поеташа (згодом був похований румунами в Сороках). Майже одночасно загони А. Старова і В. Штеплюка переправилися через Дністер у районі села Наславча (нині теж Окницький район Молдови). Далі загін Барбуци рухався в бік Окниці, Сокирян, Гвіздівців, Романківців. Повстанці Старова і Штеплюка натомість, діяли в районі інших сіл. Потім вони дійшли до станції Ларга, яку захопив загін помічника Барбуци, Михайла Нягу. У всіх селах почали спалахувати стихійні локальні повстання, бої з румунськими вояками і жандармами.

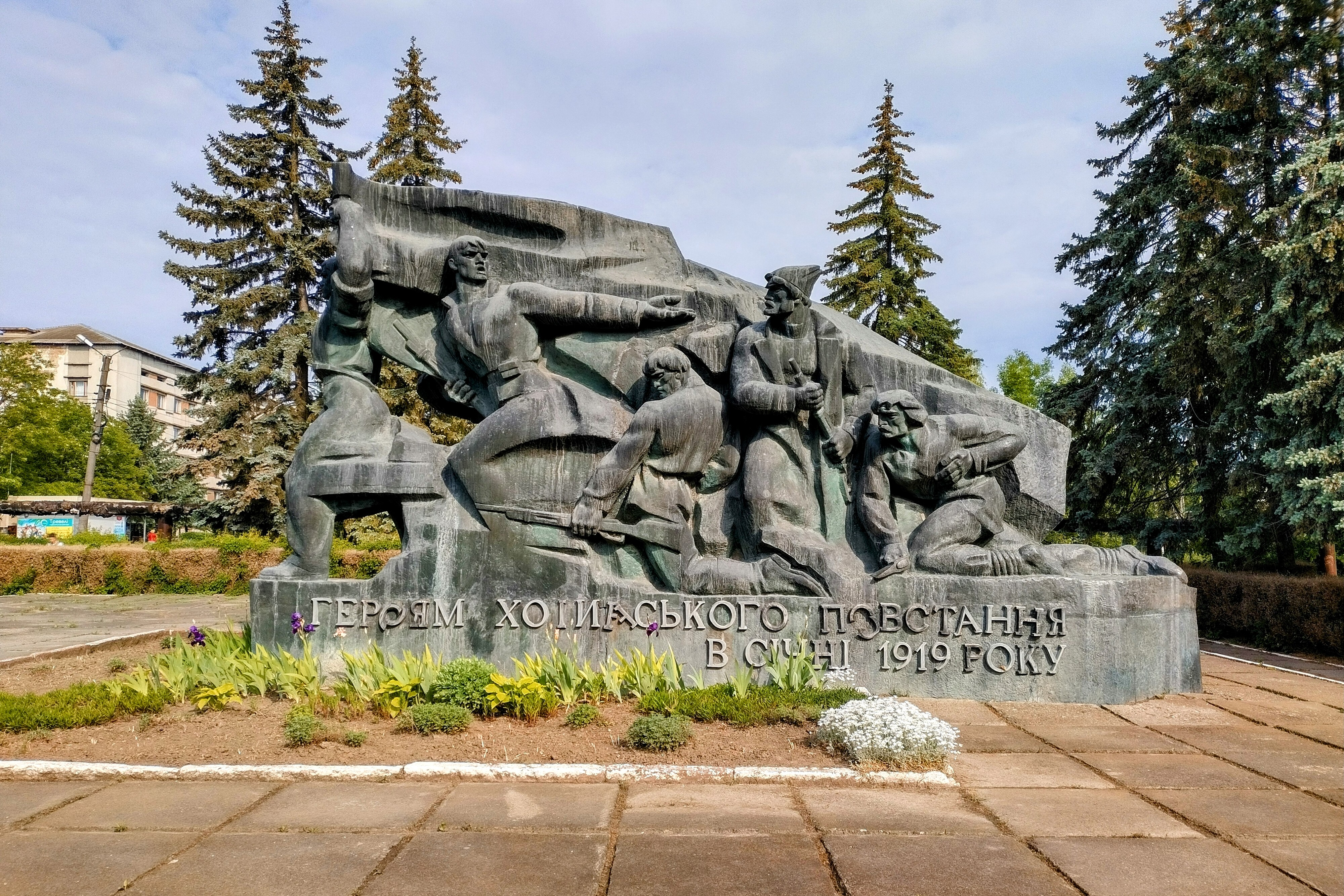
Меморіал героям Хотинського повстання в січні 1919 року у Хотині

І лише в ніч на 10(23) січня Хотинська Директорія підтримала вже розпочате повстання. У ніч із 9 на 10 січня в районі хотинських Атак група селян зібралася зайняти мости через Дністер, для того, аби переправити до Бессарабії зібрану й закуплену в подільських селян зброю. Румунський патруль, помітивши повстанців, сповістив свою батарею і вона відкрила вогонь. Звуки гарматних пострілів (їх було 40) послужили сигналом для всього населення Хотинського повіту, і воно — хто зі зброєю, хто з косою — виступило проти румунів. Ті румунські солдати й жандарми, які опиралися, були вбиті, а ті що здали зброю — взяті до полону. 10 січня Хотин і навколишні його села були в руках повстанців. Хотинська Директорія вирішила негайно підтримати фактичне розпочате повстання, і в ніч на 10(23) січня під її керівництвом Рукшинський і Ставчанський загони, у кількості 230 вояків, під командуванням Н. Адажія і К. Єремецького зібралися у Хотинському лісі. Підступи до мостів пильно охоронялися румунськими військами, які звели дротяні укріплення, виставили кулемети. Захопити їх можливо було лише ударом зненацька, як з боку Дністра, так і з тилу. Сигналом до бою мали стати постріли УНРівської артилерійської батареї (можливо, за сприяння Г. Маєвського), що стояла в Жванці. Але збір загону у Хотинському лісі виявив кінний румунський патруль. Артилерія окупантів обстріляла ліс. Вибухи снарядів і були сприйняті повстанцями як очікуваний сигнал. У темноті партизани наблизилися до ворожих укріплень і кинулись на штурм. У цей же час інший загін повсталих у 300 багнетів, під командою І. Бабича пішов у наступ на Атаки з лівого берега Дністра. Унаслідок рішучих дій переправи були захоплені, а село визволене від окупантів. Понад 100 румунських солдатів і офіцерів потрапили до полону, забрано 10 кулеметів, багато рушниць і набоїв.

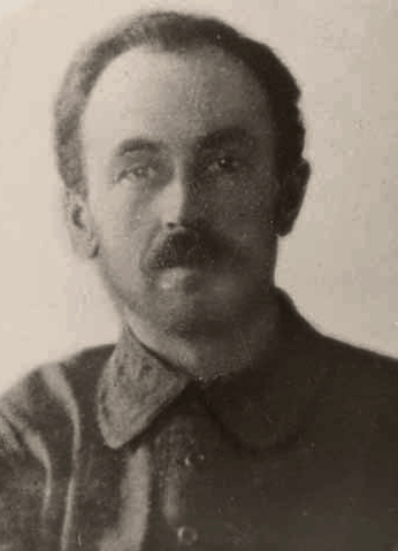
І. Ф. Лискун

Хотинщина, 1918 рік

Повстанці захопили місто Хотин, село Атаки Хотинського повіту і більшість інших сіл повіту, з яких вигнали румунську владу. Крім Рукшинського і Ставчанського полків був сформований також Данковецький полк. 11(24) січня Анадольський полк розгорнув наступ у напрямку Хотин — Кельменці — Ларга — Сокиряни, а Данковецький і Рукшинський діяли в інших напрямках — на Новоселицю, Ліпкани й Окницю. Разом вони незабаром очистили від румунських військ майже весь Хотинський повіт. Повстання тривало від 6 до 31 січня 1919 року.
Однак румуни поступово оговталися. До Хотинського і Сороцького повітів були стягнуті значні сили румунських військ: 1-й прикордонний полк, 1-ша кавалерійська дивізія, 8-ма та 9-та піхотні дивізії, загони спецпризначення. Значну допомогу їм надавали інші держави Антанти — у бойових діях безпосередню участь брали французькі артилерійські частини. Англійські офіцери стали інструкторами. Загальне керівництво з придушення повстання, разом із румунським генералом Давідоглу, здійснював керівник англійської місії в Румунії генерал Ґринґлі.
Після завзятих боїв румунське військо примусило повстанців (близько 4 тисяч) відступити за Дністер. З ними відійшли також близько 50 тисяч біженців. У той же час, військове командування частин УНР намагалося роззброювати і арештовувати повстанців (через попередні напади повсталих на підрозділи УНРівської армії). Були арештовані Георгій Барбуца, його перший заступник Рудь, командири Сирбу, Просвірін, Філюк. Барбуцу в Дунаївцях розстріляла контррозвідка Директорії. Командування військ Директорії УНР також активно роззброювало лівобережне населення, яке попри румунські артилерійські обстріли, сприяло повстанцям.
Румуни жорстоко покарали населення восьми сіл: Мендиківці, Рукшин, Недобоївці, Ширівці, Керстенці, Ставчани, Данківці, Владична, Атаки, Романківці, Гвіздівці. Було розстріляно до 15 тисяч повстанців і мирних жителів, у самому Хотині — 500 осіб.
Після розстрілу солдатами Директорії Г. Барбуци й арештів інших командирів повстанців, бійці загону Барбуци та інші повстанці розпочали активну боротьбу. Наприкінці березня 1919 р. повстанці сформували два партизанських полки — 1-й та 2-й Бессарабські, домовилися з місцевими підпільними більшовицькими організаціями і на початку квітня заволоділи містом Кам'янець-Подільський, яке утримували до підходу частин Червоної армія.
У червні 1919 р. обидва Бессарабські полки ввійшли до кадрового складу ЧА, з них було сформовано 45-ту Червонопрапорну стрілецьку дивізію. Багато бійців з загону Г. Барбуци опинилися у складі кавалерійської бригади Г. І. Котовського. Як відомо, усіх їх згодом було репресовано комуністами, як «ворогів народу».
У Хотинському повстанні брали участь жителі села Білоусівка — Каланжій Роман, Бабій Максим, Дідик Григорій, Цибульський Артем, Цибульський Тимофій.